# E1 (Иерусалим)
Зона E1 (иногда E-1 от англ. East) — территория площадью 12 км² между Иерусалимом и Маале-Адумим. Программа развития этого участка называется Мевасерет-Адумим (ивр. מבשרת אדומים‎).

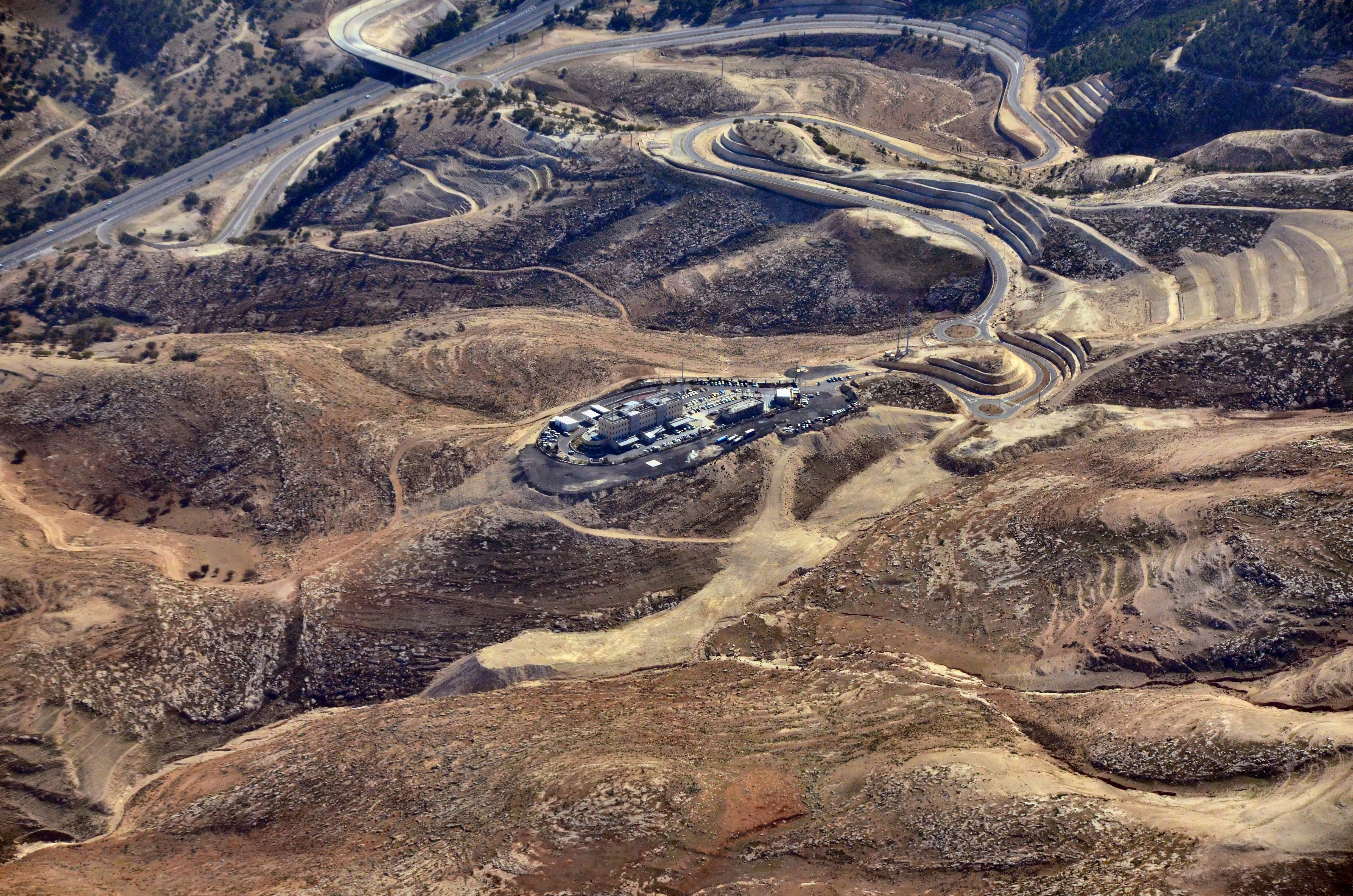
Зона E1. В центре — полицейский участок. Съемка с воздуха, 2014 г.

На этом участке живут несколько групп бедуинов (по крайней мере 13 племен) и располагается участок полиции; остальная территория не заселена. Территория находится в зоне C, под юрисдикцией мэрии Маале-Адумим.
Согласно плану, на этой территории будут построены 3500 — 15 000 домов, промзона, туристические и коммерческие площади. Программа должна соединить Маале-Адумим с Иерусалимом.
По мнению палестинцев застройка E1 приведёт к отделению севера Западного берега р. Иордан от Восточного Иерусалима, тем самым сделав невозможным существование Палестинского государства.

## Международная позиция
США, ЕС и ООН поддержали палестинскую позицию, так как это сделает практически невозможным решение «два государства для двух народов». Из-за международного давления израильское правительство избегало строить в E1.
Израильский план 2012 года построить 3000 жилищных единиц в зоне E1 вызвал широкую международную оппозицию. ЕС оказал на Израиль сильное дипломатическое давление, Великобритания и Франция пригрозили такими беспрецедентными шагами, как отзыв послов.